# Silber(I)-oxid
Silber(I)-oxid (Ag2O) ist eine chemische Verbindung aus der Gruppe der Oxide.

## Gewinnung und Darstellung
Silber(I)-oxid ist das Produkt aus der Reaktion zwischen dem Edelmetall Silber mit Sauerstoff.
{\displaystyle \mathrm {4\ Ag+\ O_{2}\longrightarrow 2\ Ag_{2}O} }
Auch kann Silber(I)-oxid gewonnen werden, indem Silbernitrat-Lösung zu Natronlauge oder Kalilauge hinzugefügt wird. Silber(I)-oxid fällt dann im Alkalischen als brauner Niederschlag aus.
{\displaystyle \mathrm {2\ Ag^{+}+2\ OH^{-}\longrightarrow \ Ag_{2}O+\ H_{2}O} }

## Eigenschaften
Silber(I)-oxid ist ein braunes Pulver, das bei Einwirkung von Sonnenlicht nachdunkelt. Feuchtes Silber(I)-oxid ist sehr wenig lichtempfindlich und zersetzt sich beim Trocknen etwas. Es besitzt eine Kristallstruktur vom Cu2O-Typ mit der Raumgruppe Pn3m (Raumgruppen-Nr. 224) (a = 475,2 pm) und eine Bildungsenthalpie von −30,5 kJ/mol. Aufschlämmungen von Silberoxid in Wasser reagieren deutlich alkalisch, da dabei die Umkehrung der obigen Reaktion geschieht und Silber- und Hydroxidionen gebildet werden.
In Umkehrung der Synthesereaktion wird Silber(I)-oxid beim Erhitzen wieder in die Elemente Silber und Sauerstoff zersetzt (Thermolyse).
{\displaystyle \mathrm {2\ Ag_{2}O\ {\xrightarrow {\Delta {\mathit {T}}}}\ 4\ Ag+O_{2}} }
An der Luft reagiert Silber(I)-oxid mit Kohlenstoffdioxid zu Silbercarbonat.
{\displaystyle \mathrm {Ag_{2}O+\ CO_{2}\longrightarrow \ Ag_{2}CO_{3}} }

## Verwendung
In der präparativen organischen Chemie wird Silber(I)-oxid in einer Variante der Williamson-Ethersynthese verwendet.
Silber(I)-oxid ist in Wärmeleitpaste zur Weiterleitung der Prozessorwärme an die Kühlkörper im Computer enthalten, da es eine hohe Wärmeleitfähigkeit besitzt.
Silber(I)-oxid ist Bestandteil der Silberoxid-Zink-Batterie, die in Armbanduhren und anderen Kleingeräten eingesetzt wird.